# Пиевка
Пиевка — деревня в составе  Пурдошанского сельского поселения Темниковского района Республики Мордовия.

## География
Находится на расстоянии примерно 12 километров на север-северо-восток от районного центра города Темников.

## История
Упоминается с 1883 года, когда она была учтена как деревня Темниковского уезда из 24 дворов. Название от мордовского слова "пие" - мальчик.

## Население
Постоянное население составляло 26 человек (русские 100%) в 2002 году, 18 в 2010 году .